# Divano occidentale-orientale
Il Divano occidentale-orientale è un libro di poesie di Johann Wolfgang von Goethe, scritto tra il 1814 e il 1819, ispirato ai versi del poeta persiano Hafez.

## Composizione
Pubblicato nel 1819, quando Goethe era ormai in età avanzata, fu composto sotto l'influsso dell'amore per la giovane Marianne von Willemer, e sotto lo stimolo della traduzione, da parte dell'orientalista Joseph von Hammer, delle poesie di Hafez, un mistico sufi persiano vissuto nel XIV secolo.

Una versione ampliata venne stampata nel 1827. Il Divano appartiene all'ultimo grande ciclo di poesie a cui Goethe ha lavorato, e testimonia delle sue aperture culturali e della sua fervida capacità di rinnovarsi; fu definito da Goethe una 
L'edizione iniziale era costituita da dodici libri:
1. Moganni nameh – Buch des Sängers (Il libro del cantore)
2. Hafis nameh – Buch Hafis (Il libro di Hafez)
3. Uschk nameh – Buch der Liebe (Il libro dell'amore)
4. Tefkir nameh – Buch der Betrachtungen (Il libro delle riflessioni)
5. Rendsch nameh – Buch des Unmuts (Il libro del dispiacere)
6. Hikmet nameh – Buch der Sprüche (Il libro delle massime)
7. Timur nameh – Buch des Timur (Il libro di Tamerlano)
8. Suleika nameh – Buch Suleika (Il libro di Suleika)
9. Saki nameh – Das Schenkenbuch (Il libro dell'offerta)
10. Mathal nameh – Buch der Parabeln (Il libro delle parabole)
11. Parsi nameh – Buch des Parsen (Il libro dei Parsi)
12. Chuld nameh – Buch des Paradieses (Il libro del Paradiso)

L'opera può essere vista come la ricerca di un connubio e di un confronto fecondo tra Oriente e Occidente. L'espressione «occidentale-orientale» si riferisce non solo ad uno scambio tra la Germania e il Medio Oriente, ma anche tra la cultura latina e quella persiana, così come il cristianesimo e la religione musulmana.
Il termine «divano», poi, si rifà all'origine stessa della parola, quando nell'Impero ottomano stava a indicare i registri dell'amministrazione pubblica, significando «raccolte» di documenti, e quindi in senso lato di componimenti.
I dodici libri sono costituiti tutti da poesie di genere differente: parabole, allusioni storiche, invettive, tematiche politiche e religiose, che rispecchiano il tentativo di riunire Oriente e Occidente.
Per una migliore comprensione, Goethe aggiunse alla fine un ulteriore libro di Noten und Abhandlungen (Annotazioni e dissertazioni), in cui commenta i dati storici, gli eventi, le terminologie, e i luoghi.

### Goethe e l'Islam
Nel complesso, l'atteggiamento positivo di Goethe nei confronti dell'Islam, di natura esoterica e filosofica oltre che religiosa, superò di gran lunga lo zelo dello studioso riscontrabile in uno scrittore tedesco del suo tempo. In una lettera del 24 febbraio 1816 scriveva di sé in terza persona che «il poeta [Goethe] [...] non smentisce i sospetti che egli sia un musulmano». Qualche anno più tardi, Goethe si mostrò ancora più apertamente in veste di musulmano: «Non posso dire di più, cioè che io cerco di restare ancorato all'Islam».
Scrisse inoltre nel Divano: 
Seine besondere Meinung preist!

Wenn Islam »Gott ergeben« heißt,

In Islam leben und sterben wir alle.»
la propria personale opinione!

Se Islam significa "sottomissione a Dio",

tutti noi viviamo e moriamo nell'Islam.»
(Hikmet nameh – Buch der Sprüche, XXXIX )

### Il contributo di Marianne
Alcuni versi del libro di Suleika (l'ottavo), nella quale è rinvenibile Marianne Jung, cioè l'amante di Goethe di quegli anni, inneggiante all'eterno che si presenta allo sguardo di Dio anche in ogni bellezza fugace, sarebbero stati scritti da lei stessa, secondo le rivelazioni fatte nel 1869 dal filologo Herman Grimm, a cui la donna si era confidata anni prima.

## Fortuna
Alcune poesie del Divano sono state messe in musica da Franz Schubert, Robert Schumann, Felix Mendelssohn Bartholdy, Hugo Wolf, Richard Strauss, Waldemar von Baussnern, e da Arnold Schönberg e Othmar Schoeck.
Il poeta pakistano Muhammad Iqbal ha composto nel 1923 un'antologia di poesie in lingua persiana dal titolo Payam-e-Mashriq (Ambasciata orientale), in cui risponde al saluto rivolto da Goethe all'Oriente.
La West Eastern Divan Orchestra, ispirandosi anche nel nome al Divano occidentale-orientale, ha riunito un'orchestra di giovani provenienti da paesi del Medio Oriente, sotto la direzione di Daniel Barenboim, per favorire il dialogo e un futuro di pace nella regione.

### Citazioni letterarie
Nel racconto Vita di uno stolto dello scrittore giapponese Akutagawa Ryunosuke, che è incluso nella raccolta Rashomon e altri racconti, nel paragrafo 45, dal titolo "Il divano", lo scrittore elogia Goethe e la sua opera: «Il divano occidentale-orientale lo faceva sentire bene, di nuovo vivo. Era un Goethe orientale, a lui ignoto [...]. Il poeta Goethe appariva ai suoi occhi ancor più grande del poeta Cristo. Oltre alle rose dell'Acropoli e del Golgota fiorivano nel suo animo anche le rose dell'Arabia».
Piero Chiara nel racconto "il capostazione di Casalino" riferisce a Teofilo Gautier l'affermazione secondo cui Goethe avrebbe scritto questo libro "durante le guerre dell'impero, al rombo brutale del cannone, chiuso in casa sua, a Weimar"

## Traduzioni italiane
- Divano occidentale-orientale, trad. it. di Filiberto Borio, Torino, Boringhieri, 1959.
- Il Divano occidentale-orientale, introduzione e cura di Giorgio Cusatelli, con la collaborazione di Donatella Mazzi e Maria Teresa Granata, Collana I Millenni, Torino, Einaudi, 1990, ISBN 88-06-11695-9.
- Il divano occidentale-orientale, a cura di Ludovica Koch, Ida Porena e Filiberto Borio, Collana Classici, Milano, Rizzoli, 1990, ISBN 88-17-17163-8; nuova ed. Milano, BUR, 1997.
- in Tutte le poesie, vol. III, a cura e con un saggio introduttivo di Roberto Fertonani, Collana I Meridiani, Milano, Mondadori, 1997.